# 棘頜冠鮟鱇
棘頜冠鮟鱇為輻鰭魚綱鮟鱇目棘茄魚亞目夢角鮟鱇科的其中一種。分布於全球各大洋熱帶至溫帶海域，屬深海魚類，棲息深度650-1500公尺，雌魚體長可達7.9公分，雄魚會寄生在雌魚身上，生活習性不明，不具任何經濟價值。